# بيك جين هي
بيك جين هي (بالكورية: 백진희)‏ هي ممثلة كورية جنوبية. ولدت يوم 8 فبراير 1990 في سول في كوريا الجنوبية.

## روابط خارجية
- بايك جين هي على موقع IMDb (الإنجليزية)
- بايك جين هي على موقع قاعدة بيانات الفيلم (الإنجليزية)